# Archosaurus rossicus
Archosaurus rossicus (лат.) — вид вымерших пресмыкающихся из семейства протерозухид (Proterosuchidae) группы Archosauriformes, чьи окаменелые остатки найдены в верхнепермских отложениях (259,0—252,3 млн лет назад) на территории России (Вязники, Владимирская область и Пурлы, Нижегородская область).
Единственный вид в роде Archosaurus и единственный позднепермский представитель семейства.

## Описание

Сравнительный размер

Хищная рептилия, один из древнейших архозавроморф и самый крупный хищник конца пермского периода. Длина черепа до 40 см, общая длина взрослых особей до 2 метров. Обладал острыми длинными зубами и загнутой вниз верхней челюстью, видимо, предназначенной для удержания добычи. Вид описал в 1960 году советский и российский палеонтолог Леонид Петрович Татаринов (ПИН АН СССР).